# تاکومی کاتای
تاکومی کاتای (ژاپنی: 片井 巧؛ زادهٔ ۱۴ نوامبر ۱۹۹۵) یک بازیکن فوتبال اهل ژاپن است.
از باشگاه‌هایی که در آن بازی کرده‌است می‌توان به باشگاه فوتبال کاماتامار سان‌اوکی اشاره کرد.